# 鎖港許祖取古宅
 鎖港許祖取古宅，是位於台灣澎湖縣馬公市鎖港里的宅第建築，於2010年4月8日登錄澎湖縣歷史建築。

## 歷史
鎖港里位在澎湖本島的東南岸，古稱鎖管港社，相傳該地區居民自古以討海為生，尤其善捕小管，故稱「小管社」，在日治時期就擁有近千的人口。許祖取古宅於1944年完工，由地方許氏家族所興建。
2010年，澎湖縣政府公告許祖取古宅為歷史建築；後在2011年12月23日依「澎湖縣歷史建築（傳統古厝）維䕶及再利用獎助計畫」提案申請補助整建，於2013年修復完成，開放民眾參觀。

## 建築設計
許祖取古宅外觀為澎湖典型四櫸頭民宅，在興建時周邊曾有「安厝」，故於神龕八仙桌下靠近後壁地盤處有「安地磚」，在澎湖傳統營建儀式上極具見證價值。在斗子砌結構至今仍保存良好，其中室內保留文物收藏豐富，共有神龕、祖龕、媽祖傢、地契等許氏家族過去使用的物件。另也有日治時期流行的彩繪磁磚裝飾，正面壁兩側的釉花磚則有歷史人物及二十四孝圖騰之忠孝題材，大廳的聯對為彩繪磁磚所造，刻有古鼎形變體字「春暖觀龍變，秋高聽鹿鳴」。

### 引用
1. ↑  澎湖縣政府文化局 Cultural Affairs Bureau, Penghu County. . www.phhcc.gov.tw. 2012-10-03  [2021-07-15]. （原始内容存档于2021-02-26） （中文（臺灣））.
2. ↑  . Penghu.Info. 澎湖知識服務平台. 2002-06-01  [2021-10-26]. （原始内容存档于2020-11-15） （中文（臺灣））.
3. ↑  . Penghu.Info. 澎湖知識服務平台. 2002-06-01  [2021-10-26]. （原始内容存档于2022-07-03） （中文（臺灣））.
4. ↑   (縣府公告). 澎湖縣政府行政處. 2010-04-03  [2021-10-26]. （原始内容存档于2022-06-27） （中文（臺灣））.

## 外部連結
23°34′06″N 119°33′50″E / 23.56827°N 119.563859°E
- 鎖港許祖取古宅 - 澎湖知識服務平台 （页面存档备份，存于）
- 鎖港許祖取古宅- 文化部iCulture-文化空間 （页面存档备份，存于）